# Hipòmac de Lèucada
Hipòmac (grec antic: Ίππόμαχος, Hippómakhos) va ser un endeví grec nascut cap al segle v aC a l'illa de Lèucada (encara que alguns el fan nascut a Acarnània) i que va exercir durant les guerres mèdiques.
Només se'n sap que consultava les entranyes de les víctimes dels sacrificis al servei dels mercenaris grecs que formaven part de l'exèrcit persa. Uns dies abans de la batalla de Platea, el 479 aC, va pronosticar després de consultar les vísceres, un desenllaç desfavorable pels perses en aquell encontre, coincidint en això, segons explica Heròdot, amb el que havia dit l'endeví Hegesístrat, que estava al servei del general persa Mardoni, i amb Tisamen, l'endeví al servei dels grecs.